# Kleinkastell Holzheimer Unterwald

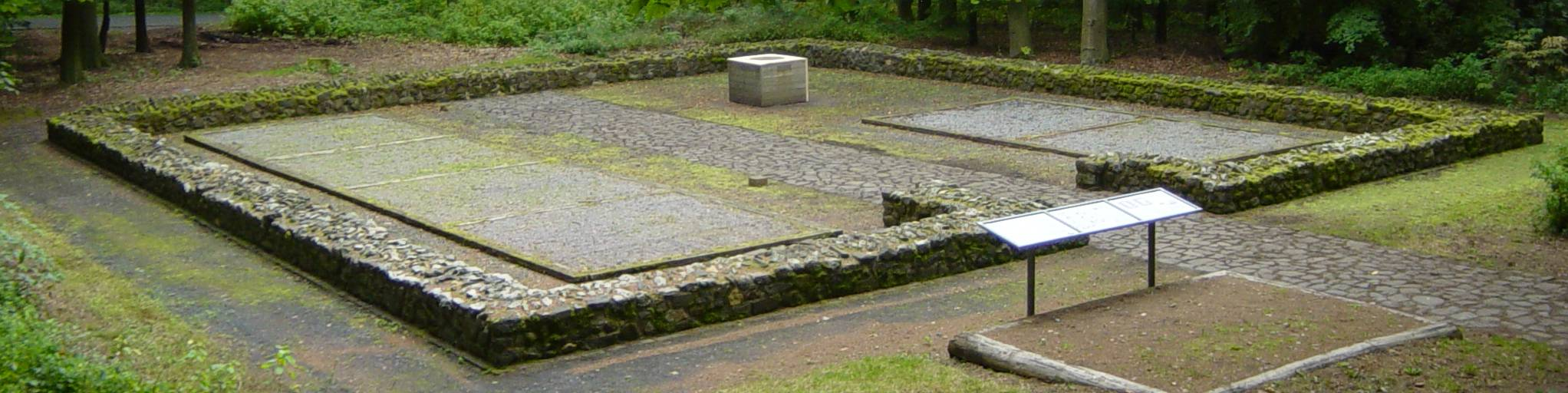
Blick vom Limes auf das Lager

Das Kleinkastell Holzheimer Unterwald war ein römisches Grenzkastell an der Wetteraulinie des Obergermanischen Limes, der seit 2005 den Status eines UNESCO-Weltkulturerbes besitzt. Das frühere Auxiliarkastell befindet sich heute als konserviertes und teilrekonstruiertes Bodendenkmal in einem Waldgebiet des Großen-Lindener Hügellandes nordwestlich der Wetterau hin zum Lahntal des Gießener Beckens. Es liegt im Gebiet der Stadt Pohlheim im hessischen Landkreis Gießen, zwischen den Pohlheimer Stadtteilen Holzheim und Grüningen und dem Langgönser Gemeindeteil Lang-Göns.

## Historische Hintergründe
Schon zu Beginn der römischen Versuche, die germanischen Gebiete jenseits des Rheins zu okkupieren, befand sich die Wetterau in einer exponierten Position. Während der Feldzüge des Drusus (12 bis 9 v. Chr.) war sie das Aufmarschgebiet für den Vorstoß gegen die Chatten, der im Jahre 10 v. Chr. vom Legionslager Mogontiacum aus seinen Anfang nahm. In tiberischer Zeit wurden mit der Abberufung des Germanicus im Jahre 16 n. Chr. die Expansionsbestrebungen jedoch zunächst eingestellt und die militärischen Anlagen aufgelassen. Für die nächsten Jahrzehnte bildete der Rhein wieder die Grenze zwischen dem Imperium Romanum und den germanischen Stammesgebieten.
Erst unter Vespasian (69–79) wurde die Region wieder römisch besetzt und mit einem Netz aus Kastellen und Straßenverbindungen überzogen, zur Sicherung der fruchtbaren Wetterau selbst sowie des Maintals. Nach dem Abschluss der Chattenkriege (83–85) Domitians begann schließlich der Ausbau des Limes, dessen Bestandteil das Kleinkastell „Holzheimer Unterwald“ war. Zunächst nur aus einfachen, in den Wald geschlagenen Schneisen bestehend, wurde er seit der trajanischen Zeit zunehmend ausgebaut und verstärkt.
In der zweiten Hälfte des zweiten nachchristlichen Jahrhunderts entstand zunehmend germanischer Druck auf die Grenzen des Imperiums. Dies machte sich auch in der Wetterau bemerkbar, sowohl in Form kleinerer Raubzüge als auch schwerer militärischer Vorstöße, in deren Verlauf der Limes wiederholt überwunden wurde. Im Anschluss an die letzten größeren germanische Angriffe 259/260 räumten die Römer schließlich das rechtsrheinische Gebiet und mit ihm die Limeskastelle.

## Lage

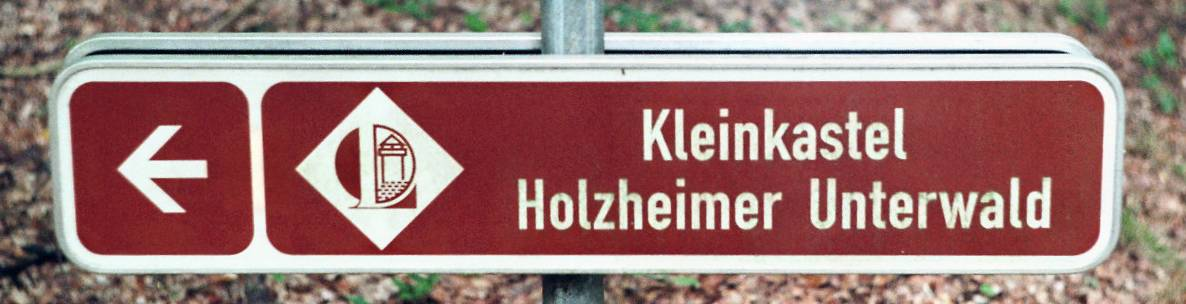
Hinweisschild der Deutschen Limes-Straße

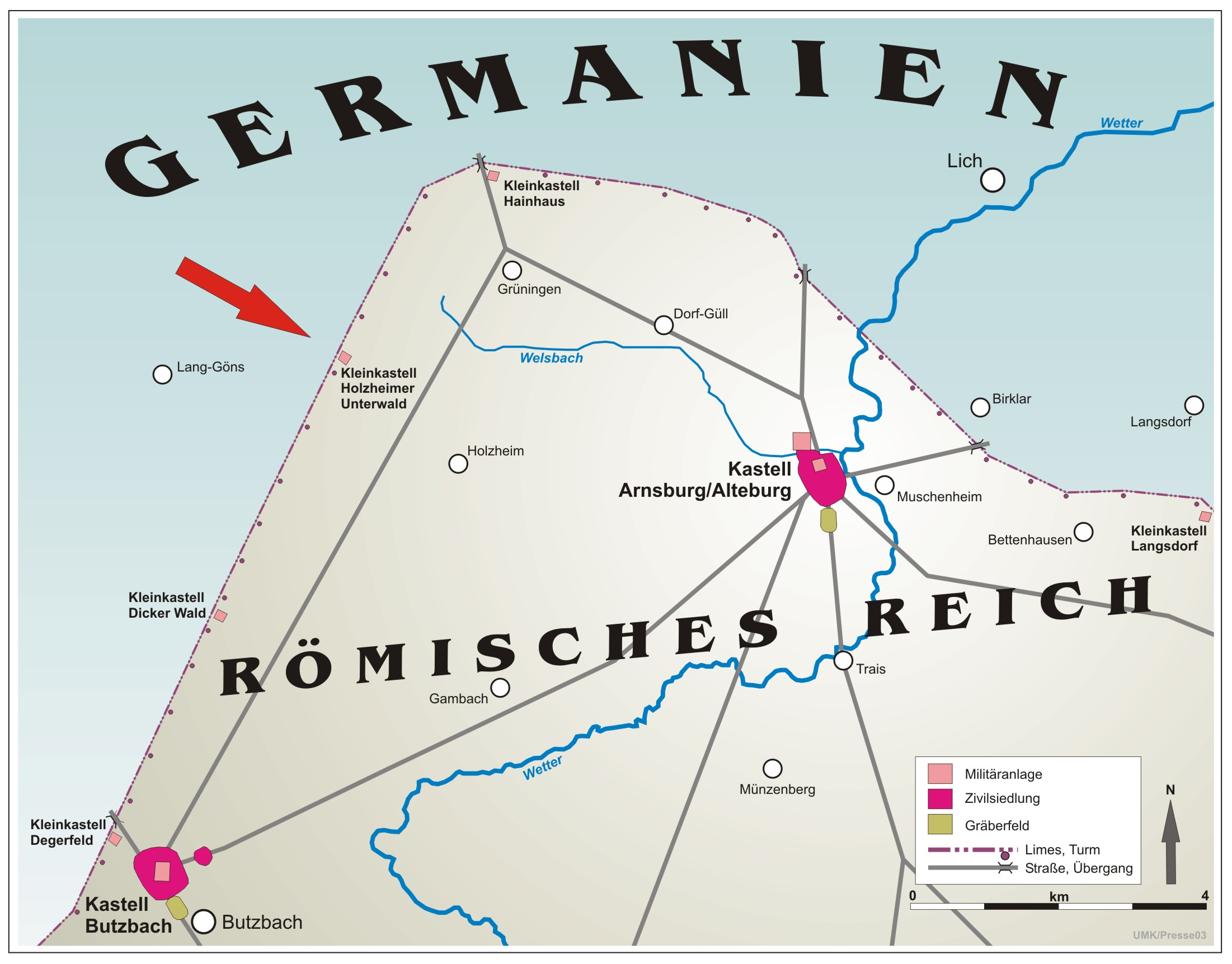
Kastell im Limesverlauf

Die kleine Fortifikation befindet sich unmittelbar am Limes, in dem kleinen Waldstück „Holzheimer Unterwald“, wenige Meter westlich der Kreisstraße (K 162) aus Grüningen, die 200 m südlich in die Landesstraße (L 3133) mündet, welche Langgöns mit Holzheim verbindet. Sie liegt als Sehenswürdigkeit auf der touristischen Deutschen Limes-Straße. Vor dem Limeswall, im ehemaligen Limesgraben, verläuft heute ein Forstweg, der die Gemarkungsgrenze zwischen Pohlheim und Langgöns kennzeichnet.
In antiker Zeit war das Kleinkastell Bestandteil eines zwischen den Wachtürmen Wp 4/33 (bei Butzbach) und Wp 4/49 (unweit des Kleinkastells Hainhaus) über 8,5 km lang schnurgerade von Südwest nach Nordost verlaufenden Abschnitts des Obergermanischen Limes. Auch wenn der geradlinige Limesverlauf an sich keine Rücksicht auf topographische Gegebenheiten nahm, so scheint der Standort des Kastells doch mit Bedacht gewählt worden zu sein. Der Besatzung oblag vermutlich die Überwachung des Grenzverkehrs, der in dem Bereich des Passes, den heute die L 3133 nutzt, in antiker Zeit angenommen werden kann und möglicherweise in der frühen Zeit des Kastells unmittelbar durch dieses hindurch führte. Und von hier aus bot sich eine weit reichende Sicht nach Nordwesten Richtung Lahn, wodurch eine effektive Vorfeldüberwachung und -sicherung des empfindlichen, nach Norden vorgezogenen Limesbogens an dessen nordwestlicher Flanke erfolgen konnte.

## Forschungsgeschichte

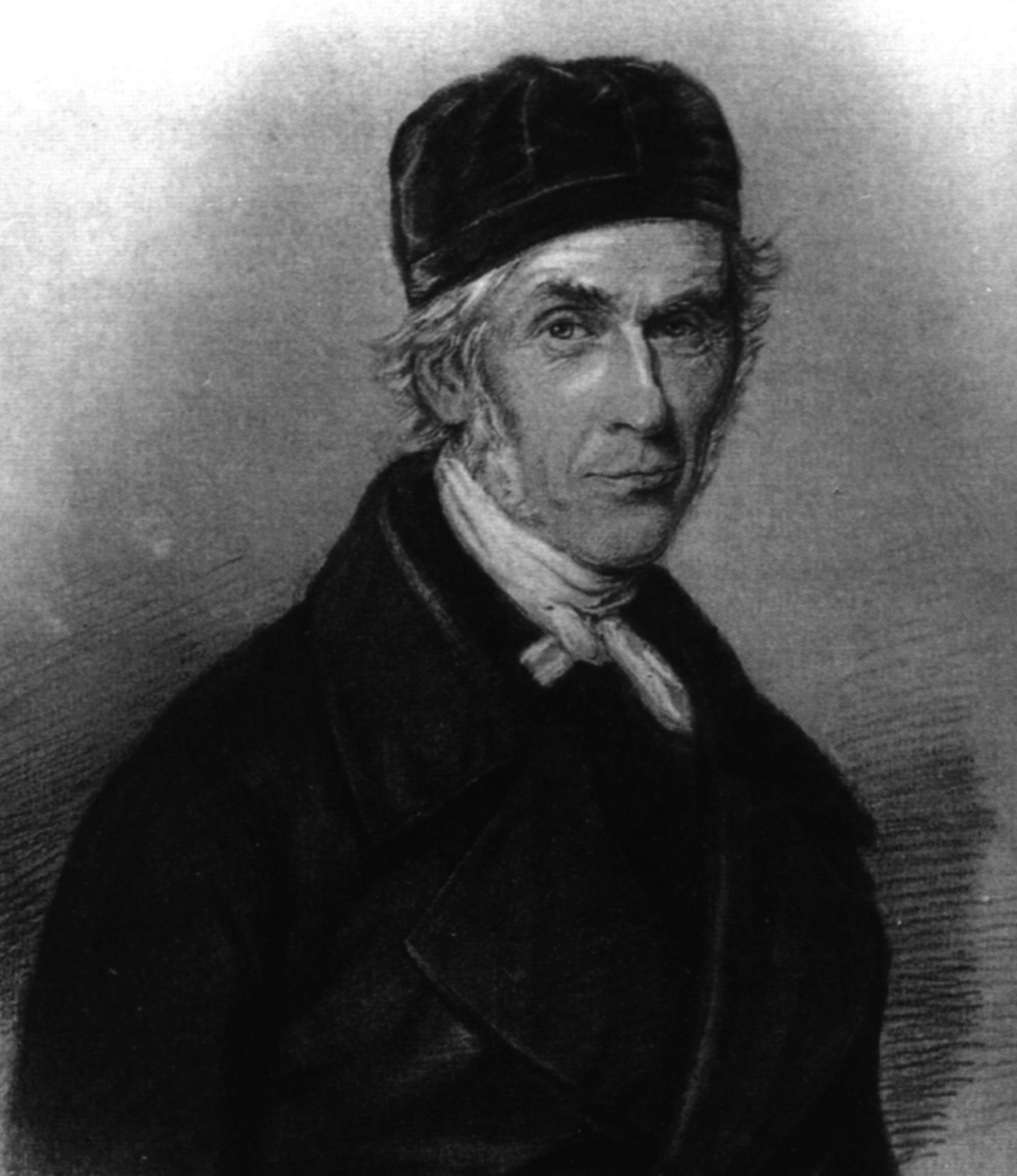
J. Ph. Dieffenbach (1786–1860)

Seine erste schriftliche Erwähnung fand das Kastell „Holzheimer Unterwald“ 1843 in der von Johann Philipp Dieffenbach (Rektor der Friedberger Augustinerschule und einer der bedeutendsten regionalen Altertumsforscher seiner Zeit) verfassten Urgeschichte der Wetterau. Ab 1879 erfolgten die ersten, nicht hinreichend fachgerecht ausgeführten und dadurch fehlerhaft dokumentierten sowie falsch interpretierten Ausgrabungen durch den Gießener Professor Carl Gareis, einen Juristen. Diverse Unklarheiten führten daher zu Nachuntersuchungen, die 1894 von der Reichs-Limeskommission unter der örtlichen Leitung des Streckenkommissars Friedrich Kofler vorgenommen wurden.
Eine intensive Raubgräbertätigkeit, die seit Beginn der 1970er Jahre in dem abgelegenen und daher kaum zu kontrollierenden Areal stattfand und die Existenz des Bodendenkmals ernsthaft bedrohte, veranlasste die Archäologische Denkmalpflege im Landesamt für Denkmalpflege Hessen zu archäologischen Rettungsgrabungen, die zwischen 1988 und 1991 durchgeführt wurden und unter der Leitung von Gabriele Seitz standen. 1995 schließlich wurde die Anlage von der Archäologischen Gesellschaft in Hessen e. V. behutsam teilrekonstruiert und konserviert.

## Befund und Interpretation

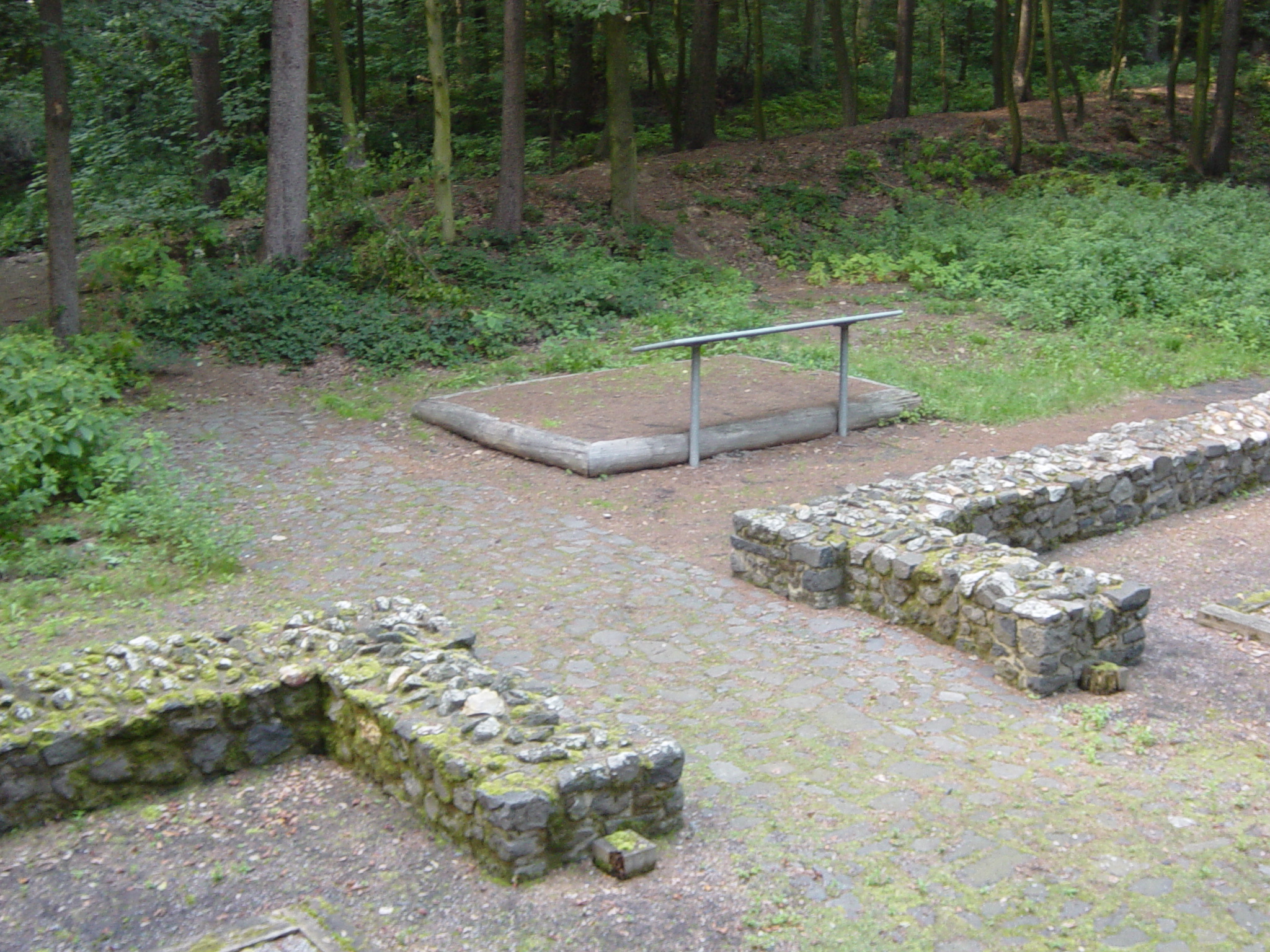
Tordurchfahrt und Limeswall

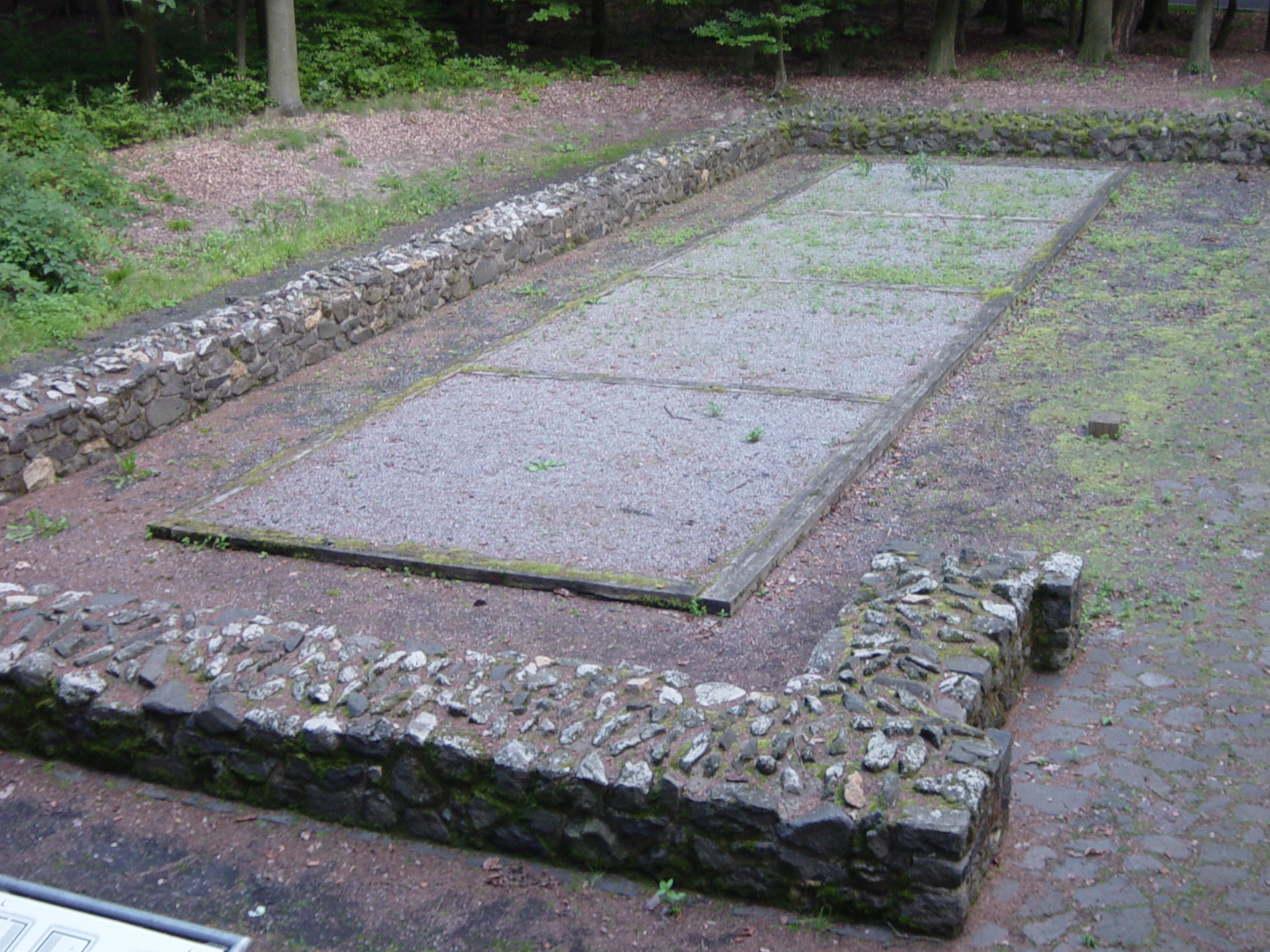
Grundriss der nordöstlichen Baracke mit ihren vier Contubernia

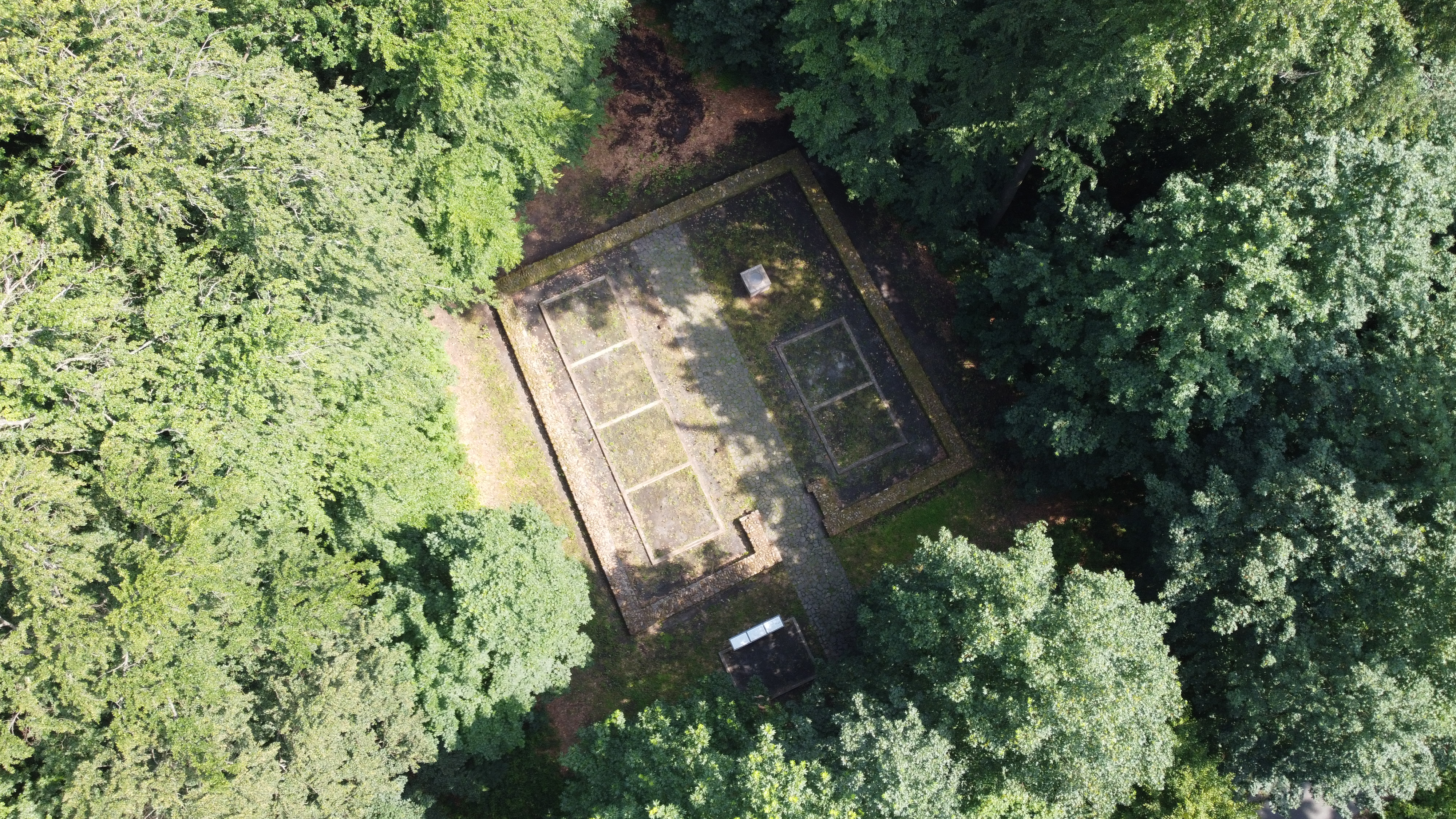
Luftbild

Beim Kleinkastell „Holzheimer Unterwald“ handelt es sich um eine Steinfortifikation mit annähernd rechteckigem Grundriss. Mit Seitenlängen von rund 18,60 m mal 19,40 m nimmt es eine Fläche von ungefähr 360 m² ein, bei einer effektiven inneren Nutzfläche von knapp 290 m². Zum Zeitpunkt seiner Errichtung betrug der gesamte Flächenbedarf einschließlich des vorgelagerten Grabens etwas über 600 m², was einem halben actus quadratus entsprach. Mit dieser Fläche gehört es zu den kleinsten Anlagen seiner Art am obergermanischen Limes. Durch die Untersuchungen der Jahre 1988 bis 1991 konnten insgesamt zwei Bauphasen differenziert, aber nicht exakt datiert werden.
Bewehrt war das Kastell mit einer rund 100 cm starken, zweischaligen Mauer aus Basaltsteinen regionaler Provenienz. Im Gegensatz zu den meisten Limeskastellen waren die Ecken der Wehrmauer nicht abgerundet, sondern scharfkantig ausgeführt. Unmittelbar vor der Mauer, von dieser nur durch eine schmale Berme getrennt, verlief ein zwei Meter breiter und einen Meter tiefer Spitzgraben. Mit ihrer Vorderfront war die Fortifikation nach Nordwesten, zum Limes hin, orientiert. Hier befand sich eine Durchfahrt von 2,50 m Breite mit 1,80 m langen, eingezogenen Torwangen. Über der Tordurchfahrt erhob sich der einzige Wachturm des Kastells. Auf der rückwärtigen, südöstlichen Seite befand sich ein weiterer Zugang in Form einer nur 1,20 m breiten Schlupfpforte.
Das Kastellinnere war durch eine befestigte Lagergasse in zwei Hälften gegliedert, in denen je eine in Fachwerkbauweise errichtete Mannschaftsbaracke stand. Gegen die Lagergasse hin war jeder Baracke ein etwa 1,50 m breiter Laubengang vorangestellt. In jeder dieser Mannschaftsunterkünfte von 13,80 m Länge und 3,60 m Breite befanden sich vier einräumige Contubernia (Stubengemeinschaften). Auf die einzelne Stubengemeinschaft entfiel also eine Fläche von gut 12 m², innerhalb derer geschlafen, gekocht und gegessen wurde. Es wird davon ausgegangen, dass pro Contubernium maximal vier Soldaten untergebracht waren und dass die Gesamtbelegung des Kleinkastells zwischen 20 und 30 Soldaten betrug. Ob tatsächlich alle Räume zur Unterbringung der Mannschaften dienten oder ob in einem Teil möglicherweise auch Reittiere untergebracht waren, muss offenbleiben, da der Zustand des Befundes bei den jüngsten Ausgrabungen die Klärung der Frage, ob alle Räume über eine Herdstelle verfügten, nicht mehr zuließ.
In einer jüngeren Phase wurde das Kastell umgestaltet. Die rückwärtige Schlupfpforte wurde vermauert, die südwestliche Mannschaftsbaracke im südlichen Teil um zwei Räume reduziert. In dem hierdurch gewonnenen unbebauten Areal grub man einen Brunnen von 9,50 m Tiefe. In die kreisförmige Baugrube von 2,0 m Durchmesser wurde ein quadratischer Brunnenschacht von 1,10 m Seitenlänge eingebracht. Die Umbaumaßnahmen sprechen für eine reduzierte Mannschaftsstärke, möglicherweise aber auch für ein geändertes Selbstverständnis und Selbstbewusstsein der Limestruppen. Das Sicherheitsbedürfnis scheint deutlich zugenommen zu haben, wofür sowohl die Schließung der Kastellrückfront als auch die Sicherstellung der Trinkwasserversorgung sprechen.

Zweite Bauphase
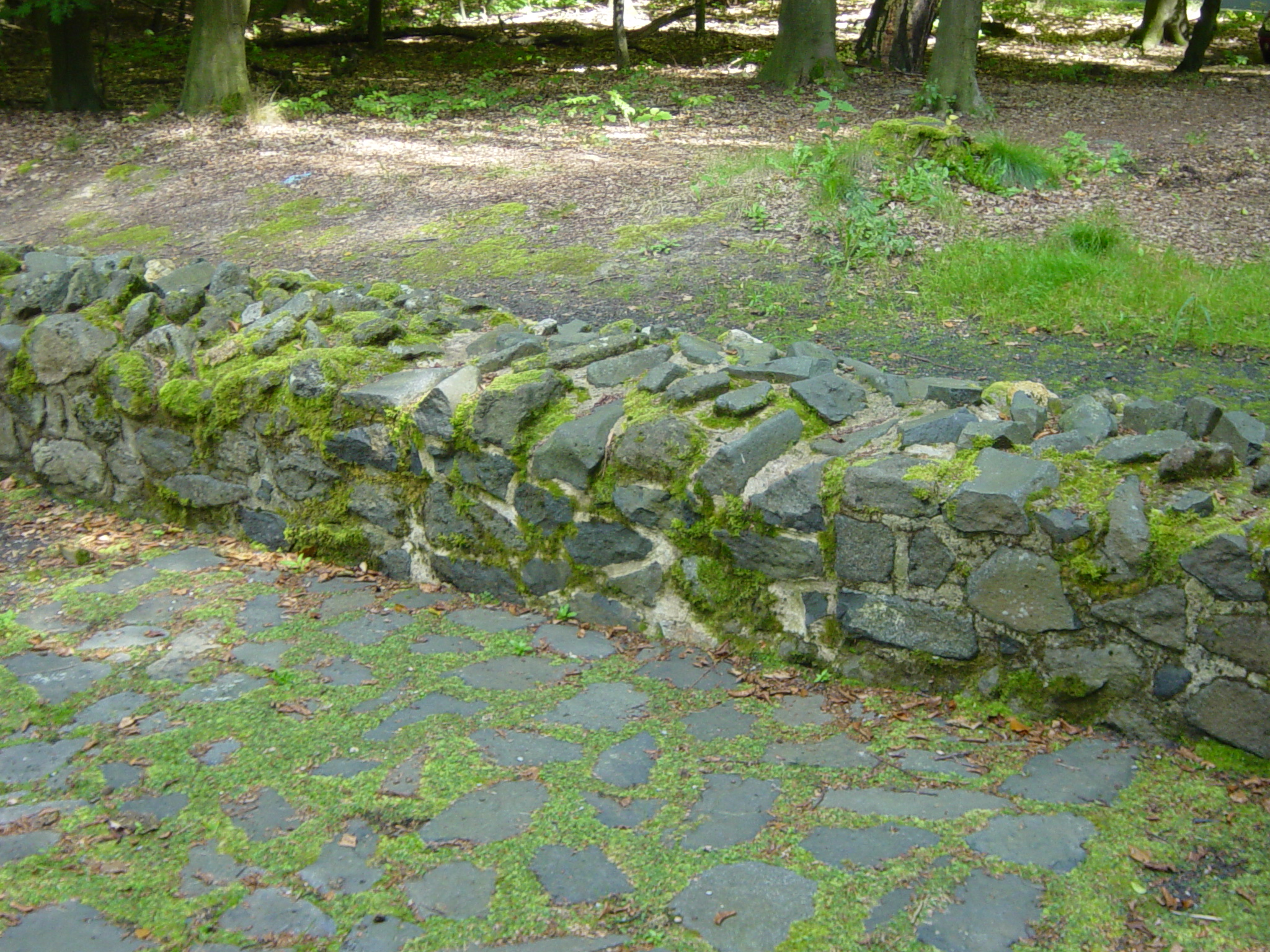
In der zweiten Bauphase vermauerte Schlupfpforte (mit weißem Fugenmörtel markiert)
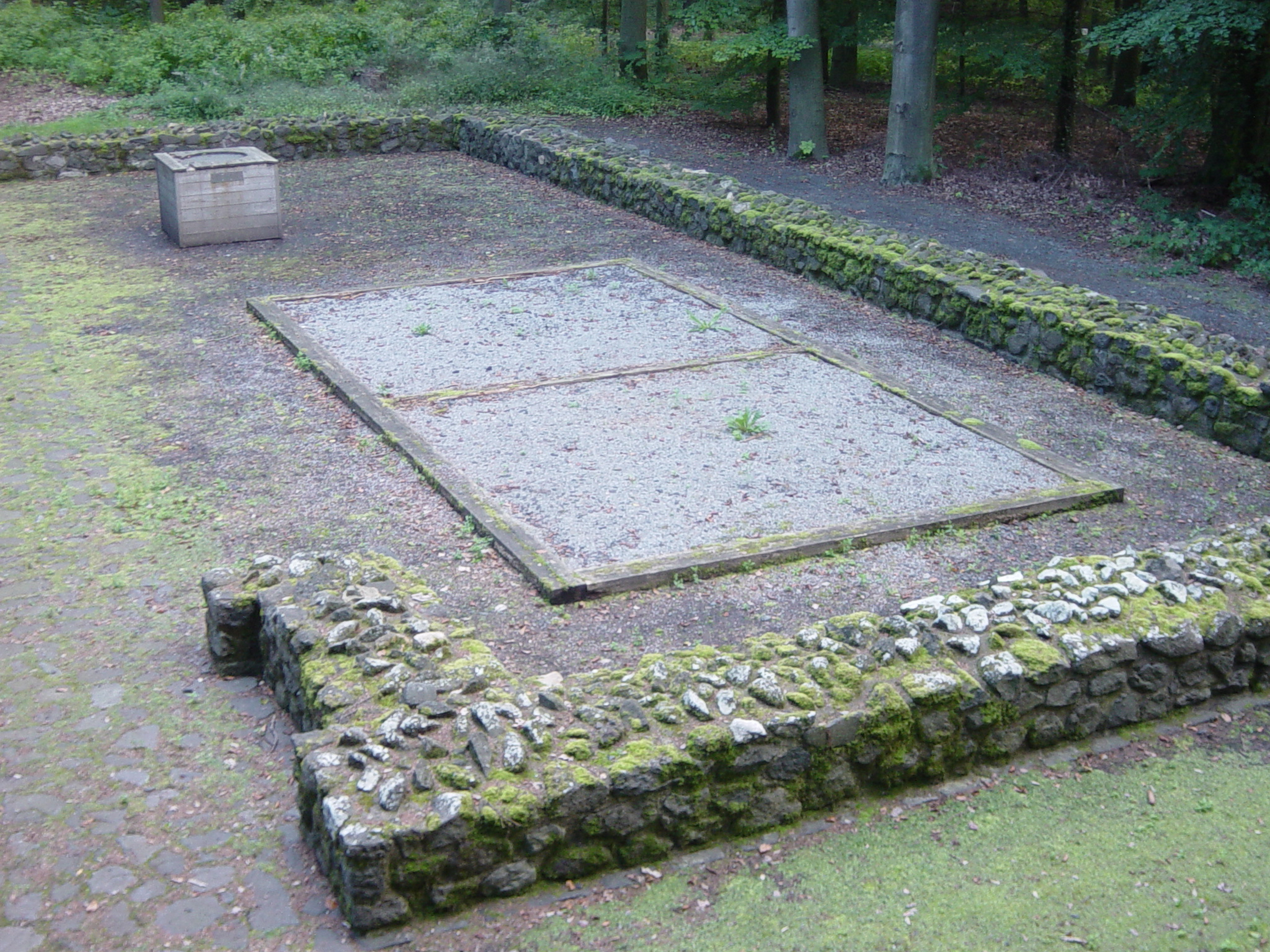
Zweite Bauphase: Brunnen und Grundriss der südwestlichen Baracke mit den zwei verbliebenen Contubernia
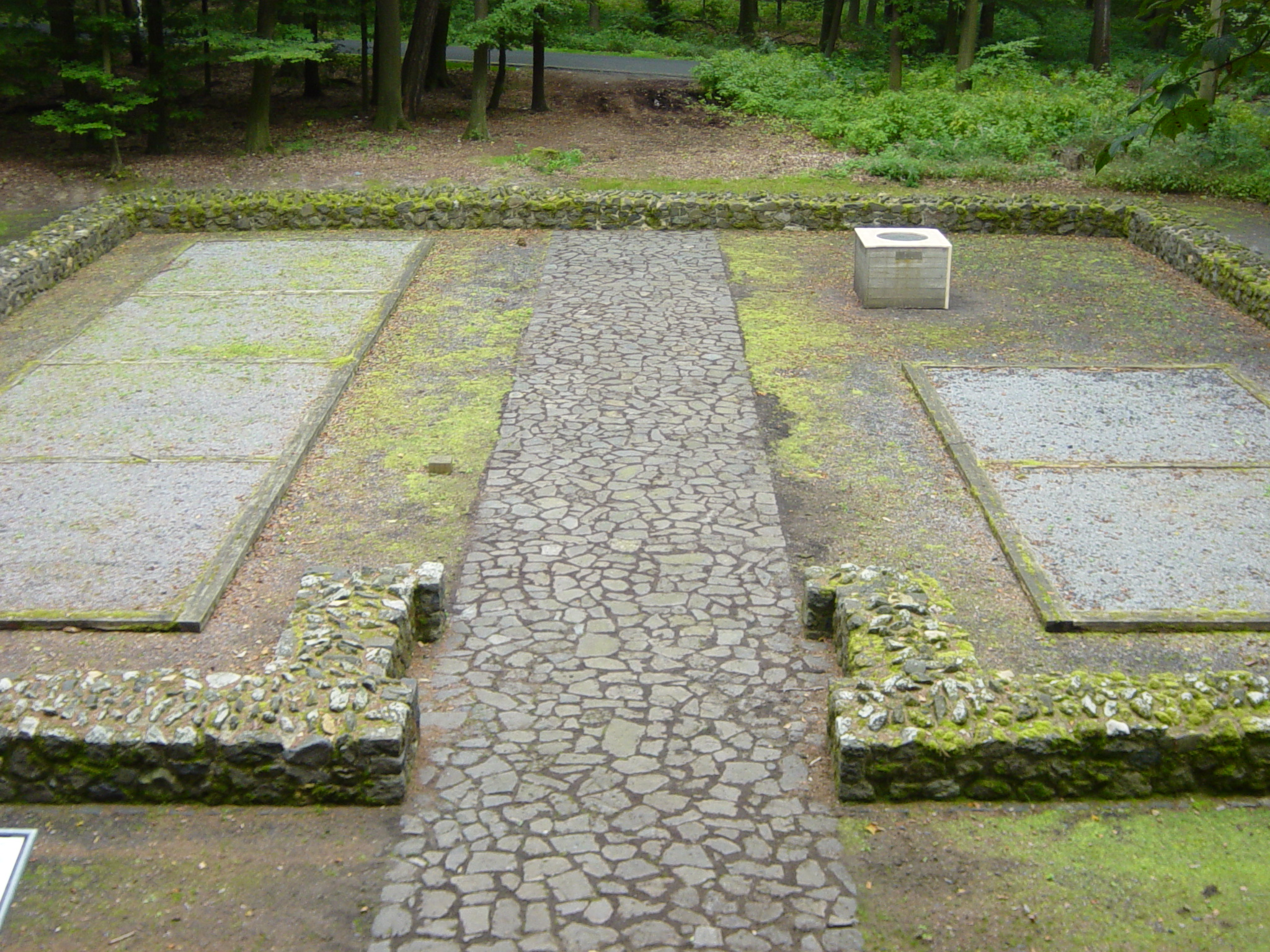
Zweite Bauphase: die Situation des veränderten Grundrisses im Detail
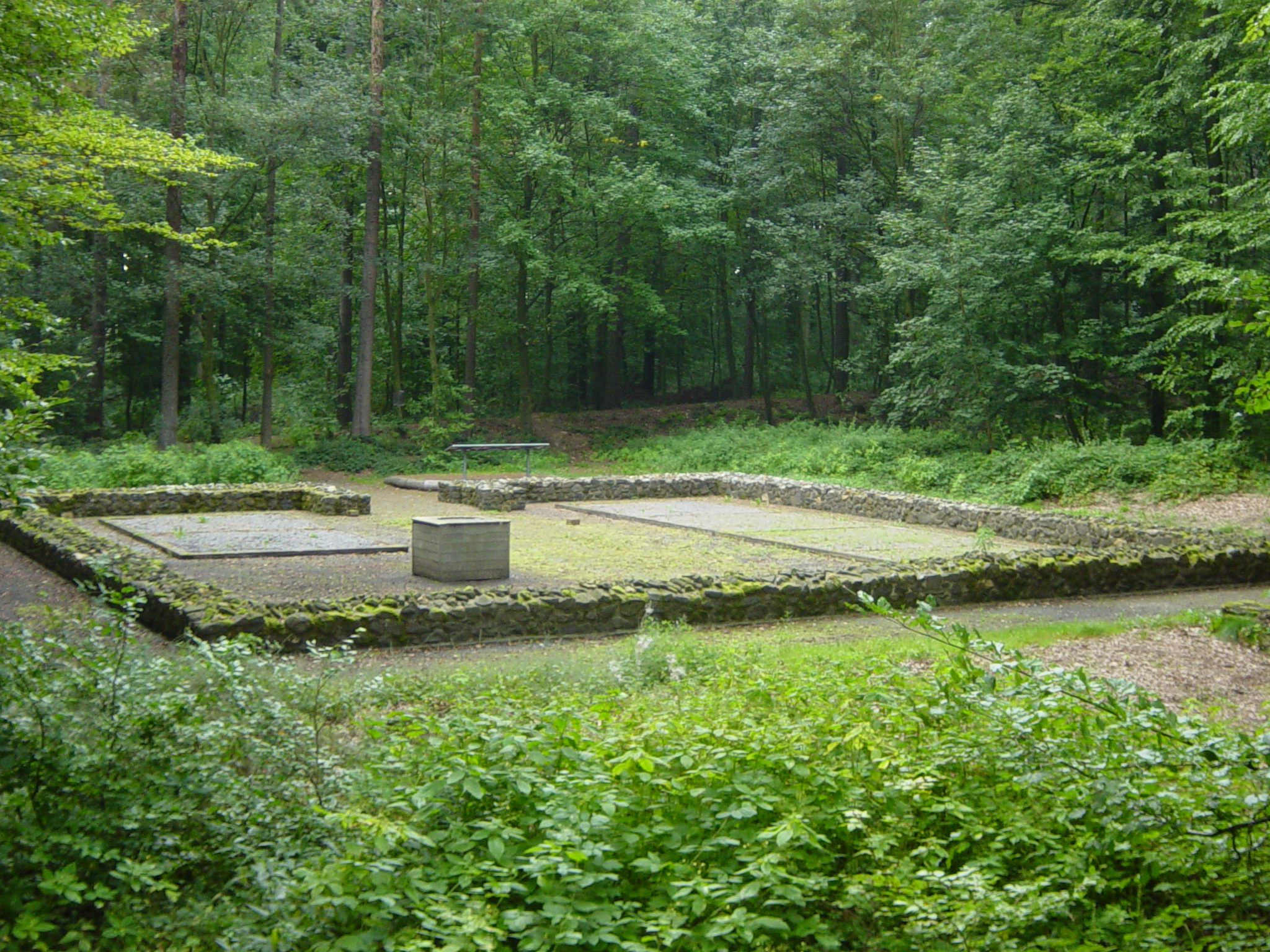
Blick über das im Zustand der zweiten Bauphase rekonstruierte Kastell auf den Limeswall im Hintergrund

## Fundmaterial und Datierung
Der spektakulärste Fund aus dem Kastell ist sicherlich der Verwahrfund eines kleinen Münzschatzes, der aus insgesamt 35 Münzen besteht, davon 34 silberne Denare und ein Sesterz aus einer Kupferlegierung. Die Münzreihe beginnt mit einer Prägung des Vitellius aus dem Jahr 69 n. Chr. und endet mit einer Münze des Mark Aurel für seine Gattin Faustina, die spätestens im Jahr 176 geprägt worden sein muss. Weitere, insgesamt 14 einzelne Münzfunde setzen sich aus Denaren, Sesterzen und Assen der Kaiser Vespasian, Trajan, Hadrian und Antoninus Pius zusammen. Die älteste Münze stammt auch hier aus dem Jahr 69, die späteste wurde 161 geprägt.
Überdurchschnittlich hoch war das Fundaufkommen an Keramik. Südgallische Terra Sigillata macht im Zusammenhang mit den Konstruktionsmerkmalen des Kastells eine Errichtung in trajanischer Zeit wahrscheinlich. Mittel- und schließlich Ostgallische Terra Sigillata aus den Töpferzentren Augusta Treverorum (Trier) und Tabernae (Rheinzabern) belegen seinen kontinuierlichen Bestand bis ins erste Drittel des dritten Jahrhunderts. Vereinzelte Scherben rauwandiger Urmitzer Ware schließlich beweisen seine Existenz noch im zweiten Drittel des Jahrhunderts. Der Zeitpunkt des Umbaus kann nur auf der Grundlage des historischen Kontextes ungefähr vermutet werden. Wahrscheinlich fällt er in die Zeit der zunehmenderen Bedrohung durch die Germanen und der letzten Ausbauphase des Limes. Damit wäre er in der zweiten Hälfte des zweiten Jahrhunderts anzusetzen.
Aus dem Fundmaterial hervorzuheben ist noch ein Schildbuckel germanischer Provenienz, der, zusammen mit den Funden germanischer Keramik, die zunehmende Präsenz von Germanen im römisch besetzten Grenzbereich ab der zweiten Hälfte des zweiten Jahrhunderts dokumentiert.
Über Name und Herkunft der im „Holzheimer Unterwald“ stationierten Truppe ist nichts bekannt. Auf Grund der Entfernungen kommen grundsätzlich die Auxiliartruppen des Kastells Arnsburg wie auch des Kastells Butzbach als abkommandierende Stammeinheiten dieser Vexillatio (Detachement) in Frage. Durch so genannte Graffiti (in den Glanzüberzug der Terra Sigillata Gefäße eingeritzte Namensmarkierungen), mit denen die Auxiliare ihr persönliches Essgeschirr kennzeichneten, sind fragmentarisch die Namen von vier Soldaten erhalten: MAT[ternus?], ein VICT[or] oder VICT[orinus], ein [----]IVS und ein [----]VPI.

## Limesverlauf zwischen den Kleinkastellen Holzheimer Unterwald und Hainhaus
In seinem weiteren Verlauf zum Kleinkastell Hainhaus behält der Limes bis zum Wachturm Wp 4/49 die schnurgerade Ausrichtung bei, die er beim Wp 4/37 im Raum Butzbach aufgenommen hat und die über eine Strecke von 8,5 km keinerlei Rücksicht auf irgendwelche topographische Gegebenheiten nimmt. Erst hinter dem Wp 4/49 knickt er scharf nach Ostnordost ab und zieht in einem schwachen Bogen auf das Kleinkastell Hainhaus zu, das er schließlich völlig nach Osten hin ausgerichtet erreicht.
Nach dem Kleinkastell Holzheimer Unterwald ist der Pfahlgraben auf dem nächsten halben Kilometer noch sehr gut im bewaldeten Gelände erhalten. Dort, wo er dann im Bereich des vermuteten Wachturms Wp 4/47 ins offene Ackerland übergeht, wird er flacher, ist aber immer noch als Geländemarke in der Art eines Feldrains wahrnehmbar. Von den Türmen sind jedoch bis zum rekonstruierten Wp 4/49 nur schwache Bodenverformungen zu sehen. Nach dem Überqueren der Landesstraße 3132 (von Grüningen nach Watzenborn-Steinberg) verlieren sich seine Spuren im Gelände.
| Wp 4/48a | Wp 4/48a |

| Wp 4/49 von Nordwest, mit rekonstruiertem Palisadenstück, Wall und Graben im Vordergrund | Wp 4/49 von West | Wp 4/49 von Südwest, mit rekonstruiertem Limesabschnitt; im Hintergrund der „Barbarenstein“ (siehe weiter unten) | WP 4/49 von West, Eigentliche Turmstelle, Hügel mit Steinturmfundament, nordöstlich des rekonstruierten Turms |

## Denkmalschutz
Das Kleinkastell Holzheimer Unterwald und die umliegenden Limesanlagen sind als Abschnitt des Obergermanisch-Raetischen Limes seit 2005 Teil des UNESCO-Welterbes. Außerdem sind sie Bodendenkmale nach dem Hessischen Denkmalschutzgesetz. Nachforschungen und gezieltes Sammeln von Funden sind genehmigungspflichtig, Zufallsfunde an die Denkmalbehörden zu melden.

## Trivia

Pohlheimer Wappen

Der Name der 1971 gebildeten Großgemeinde und heutigen Stadt Pohlheim geht auf ein bereits 793 im Lorscher Codex als Falheim erwähntes, im Mittelalter jedoch untergegangenes Dorf des Namens „Pfahlheim“ (in Mundart „Pohlheim“ oder „Pfuhlheim“) auf dem Gebiet der Gemeinde zurück. Dieser Name wiederum bezog sich direkt auf den Limes (Pohl = Pfahl = Pfahlgraben). Der rekonstruierte Wachturm Wp 4/49 wurde Bestandteil des neu gebildeten Stadtwappens. Auch der Name des wenige Kilometer südlich am Limes gelegenen Pohl-Göns (1250 als „Palgunsin“) geht auf den Pfahlgraben zurück.
In unmittelbarer Nähe des rekonstruierten Wachturms befindet sich der so genannte „Barbarenstein“, ein Gedenkstein, den der Direktor der Gießener Psychiatrie Robert Sommer gemeinsam mit seiner Frau 1912 zur Erinnerung an den Verlauf des römischen Limes an dieser Stelle errichten ließ.
Das Kleinkastell ist Station der seit 2006 jährlich stattfindenden Pohlheimer Limeswanderung.